# Sheridan County, Kansas
Sheridan County är ett administrativt område i delstaten Kansas, USA, med 2 556 invånare. Den administrativa huvudorten (county seat) är Hoxie.

## Geografi
Enligt United States Census Bureau har countyt en total area på 2 322 km². 2 322 km² av den arean är land och 0 km² är vatten.

### Angränsande countyn
- Decatur County - norr
- Norton County - nordost
- Graham County - öst
- Gove County - söder
- Thomas County - väst

### Orter
- Hoxie (huvudort)
- Selden